# Во всё тяжкое
«Во всё тяжкое» (англ. The Professor) — американский комедийно-драматический фильм Уэйна Робертса. В главной роли: Джонни Депп. Премьера фильма состоялась 5 октября 2018 года на кинофестивале в Цюрихе. В США фильм вышел 17 мая 2019 года. В России фильм вышел 7 ноября 2019 года.

## Сюжет
Ричард Браун, профессор английского языка в колледже Новой Англии, находится в кабинете своего лечащего врача, и ему говорят, что у него запущенная форма рака легких 4-й степени, которая распространилась по всему телу и является неизлечимой. Ожидаемая продолжительность его жизни, по оценкам врача, составляет шесть месяцев без лечения, которая может быть увеличена до 12-18 месяцев при лечении. Ричард опустошен этой новостью и идет через город к пруду полностью одетый.
Придя домой на ужин, Ричард решает сообщить своей жене Веронике и единственному ребёнку Оливии плохие новости, но его дочь объявляет, что она лесбиянка. Ричард испытывает облегчение, так как думал, что это было что-то плохое, но Вероника отвергает свою дочь как проходящую через фазу, из-за чего Оливия выходит из себя. Вероника ставит Ричарда перед фактом, что у неё роман с Генри Райтом, деканом колледжа, где работает Ричард. Он обвиняет её в отсутствии вкуса. Ричард не сообщает новости; когда Вероника спрашивает его, что он собирался сказать, он отвечает, что был обеспокоен тем, что пережарил стейки.
На следующий день Ричард начинает отсеивать учеников, которые, по его мнению, на самом деле не преданы английскому языку и чтению. Он предлагает каждому поставить тройку, если они выйдут из класса, поскольку это им неинтересно. Он предлагает каждому прочитать книгу, а затем провести урок о том, почему эта книга важна. Любой, кто не хочет этого делать, должен уйти - и они все равно получат четверку. Ричард остается с небольшой основной группой студентов. Он отпускает их, говоря, что уходит в запой на 72 часа, и если кто-нибудь знает, где достать марихуану, прийти к нему в кабинет.
Дома Ричард и его жена соглашаются жить так, как им заблагорассудится, но осторожно, чтобы не травмировать свою дочь. Вероника просит попробовать его наркотики, думая, что это отпускаемые по рецепту лекарства для отдыха, а не от рака. Оливия приходит со своей девушкой и смущается, обнаружив обоих родителей пьяными и под кайфом.
Ричард просит своего друга Питера Мэттью, который, оказывается, возглавляет его отдел, организовать немедленный творческий отпуск. Питер говорит ему, что это невозможно в такой короткий срок, но Ричард давит на него. Наконец, Ричард сообщает ему, что умирает от рака. Питер говорит, что сделает все возможное, чтобы уговорить его отдохнуть от работы.
Ричард вымещает свое разочарование на своих учениках и призывает их не попадаться в расставленные им ловушки. Студенты очень отзывчивы, а один из студентов, Дэнни, позже предлагает Ричарду несколько пирожных с травкой и сексуальное свидание в кабинете Ричарда.
Питер уговаривает Ричарда пойти в терапевтическую группу для людей с неизлечимой стадией рака, но Ричард уходит, называя это идиотизмом и желая всем всего хорошего в связи с их надвигающейся смертью. Они оказываются в баре, куда приходит Клэр, одна из его студенток. Она говорит им, что она племянница декана. Питер возвращается домой пьяный, но Ричард остается с Клэр и говорит ей, что у него рак. Она приглашает его потанцевать с ней медленный танец.
Зависимость Ричарда от алкоголя и рекреационных наркотиков становится все сильнее. Однажды он теряет сознание и нуждается в госпитализации из-за сильного опьянения. Ему говорят пойти в кабинет Генри, предположительно, для устного предупреждения о его поведении в кампусе, но он переигрывает Генри, говоря, что знает о его романе и что он нарушил правила факультета, выделив Веронике средства колледжа на её скульптуры. Вскоре после этого Ричарду говорят, что он возьмет творческий отпуск.
На заключительном семинаре Клэр из прочитанного делает вывод, что любовь - это способ попытаться узнать другого человека. Ричарду это нравится, и он обращается с последними словами (и оценками) к своим ученикам, он подчеркивает важность осознания собственного существования, признания того факта, что мы все умрем, и оценки того (небольшого) времени, которое у нас осталось.
На факультетском ужине Ричард сидит за столиком в глубине зала, отдельно от своей жены. Он красноречиво ругает декана, говорит своей жене, что, чего бы это ни стоило, он любит её, и объявляет всему факультету и семьям, что он умирает, что слегка удивляет его жену и других гостей.
Дома Оливия приходит в слезах, так как её девушка изменила ей с парнем. Ричард утешает её и говорит, что гордится ею, затем говорит, что умирает. Он решает оставить свой дом и семью ради творческого отпуска. В финальной сцене Ричард натыкается на развилку дорог, но решает не воспользоваться ни одной из них и использует альтернативный вариант, проезжая в ночи рядом со своей собакой через поле.

## В ролях
- Джонни Депп — Ричард Браун
- Розмари ДеУитт — Вероника Синклер-Браун
- Одесса Янг — Оливия Браун
- Дэнни Хьюстон — Питер Мэтью
- Зои Дойч — Клэр
- Девон Террелл — Дэнни
- Рон Ливингстон — Генри Райт
- Шивон Фэллон — Донна
- Линда Эмонд — Барбара
- Матрея Скаррвинер — Роуз
- Палома Квиатковски — Студентка
- Кейтлин Бернард — Тейлор
- Майкл Копса — Доктор Ричард
- Кен Крамер — Почётный Профессор
- Джастин Уоррингтон — Официантка
- Мэрилин Норри — Секретарь Генри
- Фэрра Авива — Лили
- Робин Брэдли — профессор
- Кит МакКекни — Эд

## Производство
Съёмки начались 25 июля 2017 года в Ванкувере.